# Bridgeport (Alabama)
Bridgeport es una ciudad ubicada en el condado de Jackson en el estado estadounidense de Alabama. En el censo de 2000, su población era de 2728.

## Demografía
En el 2000 la renta per cápita promedia del hogar era de $28,981, y el ingreso promedio para una familia era de $33,712. El ingreso per cápita para la localidad era de $15,779. Los hombres tenían un ingreso per cápita de $30,685 contra $19,583 para las mujeres.

## Geografía
Bridgeport se encuentra ubicada en las coordenadas 34°56′50″N 85°43′8″O / 34.94722, -85.71889 (34.947303, -85.718966).
Según la Oficina del Censo de los EE. UU., la ciudad tiene un área total de 3.25 millas cuadradas (8.41 km²).